# Tijmen Oldenhuis

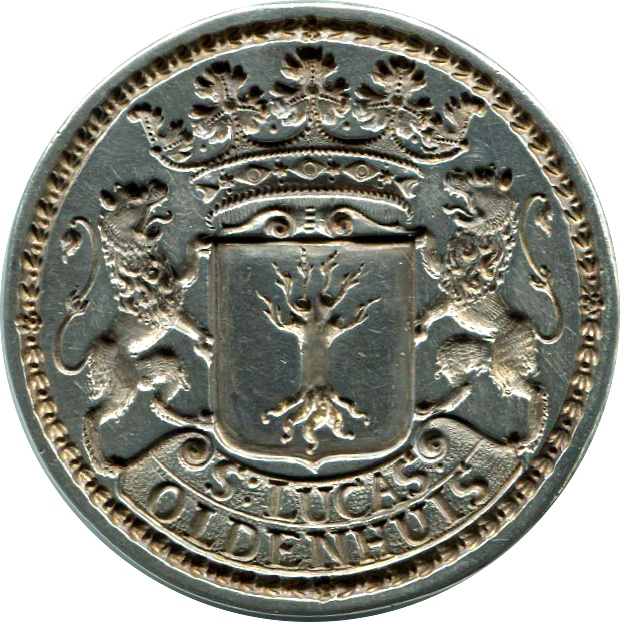
Schulte zegel met wapen van de familie Oldenhuis, 18e eeuw

Tijmen Oldenhuis (circa 1700 - Zwinderen, 9 januari 1734) was een Nederlandse schulte.
Oldenhuis was een zoon van Jan Tijmen Oldenhuis en Geesien Olde Eijtinge. Hij werd in maart 1722 door Eigenerfden en Ridderschap van Drenthe benoemd tot schulte van Dalen en Oosterhesselen. Na zijn overlijden in 1734 werd hij opgevolgd door zijn broer Lucas Oldenhuis, die schulte van Zweeloo was. Zijn zoon Jan Oldenhuis volgde zijn oom Lucas op als schulte van Zweeloo. Omdat zijn zoon Jan, als 8-jarige, nog minderjarig was trad zijn oom gedurende zijn minderjarigheid op als verwalter (plaatsvervanger) in deze functie.
Oldenhuis trouwde met de uit Gieten afkomstige Lammechien Huising (1703-1764) dochter van de ette Hindrik Huising en Johanna Hilbing. Hun dochter Johanna trouwde met de landschrijver van de Landschap Drenthe mr. Jan Kymmell en hun dochter Gesina trouwde met de secretaris van de Landschap Drenthe mr. Coenraad Wolter Ellents. Oldenhuis zuster Aaltien was getrouwd met de schulte van Westerbork Hendrik Nijsingh.